# Hørning Sogn (Skanderborg Kommune)
 Denne artikel omhandler Hørning Sogn (Skanderborg Kommune). Der er også andre sogne med dette navn, se Hørning Sogn.
Hørning Sogn er et sogn i Skanderborg Provsti (Århus Stift).
I 1800-tallet var Hørning Sogn anneks til Blegind Sogn. Begge sogne hørte til Hjelmslev Herred i Skanderborg Amt. Blegind-Hørning sognekommune blev ved kommunalreformen i 1970 kernen i Hørning Kommune, der ved strukturreformen i 2007 indgik i Skanderborg Kommune.
I Hørning Sogn ligger Hørning Kirke.
I sognet findes følgende autoriserede stednavne:
- Beringbro (bebyggelse)
- Bjertrup (bebyggelse, ejerlav)
- Dørup (bebyggelse, ejerlav)
- Fregerslev (bebyggelse, ejerlav)
- Hørning (bebyggelse, ejerlav)
- Sandagerskær (bebyggelse)
- Skovsgårde (bebyggelse)